# Fausto Pinto
Fausto Pinto (Culiacán, 8 de agosto de 1983) é um futebolista profissional mexicano que atua como defensor.

## Carreira
Fausto Pinto integrou a Seleção Mexicana de Futebol na Copa América de 2007.

## Títulos
Seleção Mexicana
- Copa América de 2007: 3º Lugar